# RUR-4 Weapon Alpha
Le RUR-4 Weapon Alpha (initialement Weapon Able) était un lance-roquettes anti-sous-marin (ASW) de la marine américaine. Il a été conçu entre 1946 et 1949, et a été installé sur des navires de guerre de 1951 à 1969. Contrairement aux grenades sous-marines, il était conçu pour attaquer les sous-marins ennemis sans que le navire attaquant doive se trouver directement au-dessus du sous-marin attaqué.

## Description
Semblable au Mousetrap américain, au Bofors suédois de 375 mm et aux systèmes soviétiques de 250 mm et 300 mm, qui utilisent tous des roquettes multiples, le Weapon Alpha a été développé vers la fin de la Seconde Guerre mondiale, en réponse au sous-marin allemand (U-boot) de type XXI. Lancé dans le cadre d'un programme accéléré en 1944-5 et mis en service avant d'être soumise à une évaluation opérationnelle, il est apparu en 1949 sous la forme d'une fusée de 227 kg de 127 mm équipée d'une ogive de 113 kg qui coulait à 12 m/s (par rapport à une charge de profondeur, qui coulait à 2,7-5 m/s), d'un percuteur à influence ou à retardement et d'une portée de 360-730 m. Couplé au nouveau sonar de détection de profondeur SQG-1 (pour le réglage de la fusée à retardement, plutôt que le percuteur hydrostatique d'une charge de profondeur), il devait être tiré à partir d'un lanceur Mark 108 rotatif (avec 22 cartouches de munitions prêtes à l'emploi) à une cadence pouvant atteindre douze coups par minute. Le magasin de munitions prêtes à l'emploi ne pouvait pas être rechargé lorsque l'arme Alpha était en service.
Il a été remplacé par le RUR-5 ASROC, développé par l'US Navy dans les années 1950. Néanmoins, le Weapon Alpha est resté en service dans les années 1960 jusqu'à ce qu'il soit supplanté par l'ASROC.

## Pays utilisateurs
- États-Unis
- Japon

## Galerie

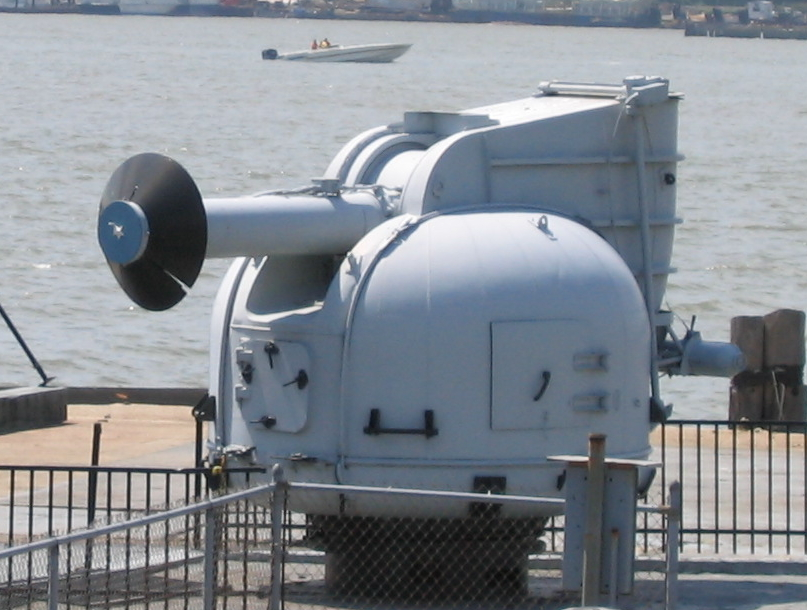
Un lanceur Mk 108 démonté à l'endroit au musée Intrepid Sea-Air-Space Museum.
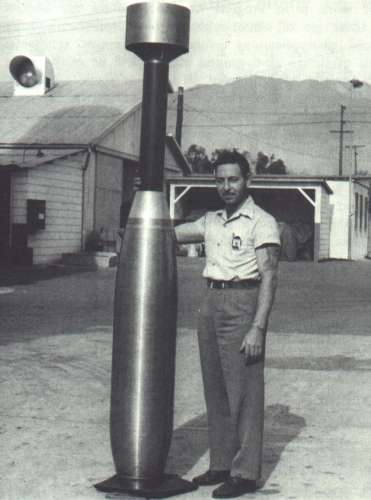
La roquette du RUR-4.
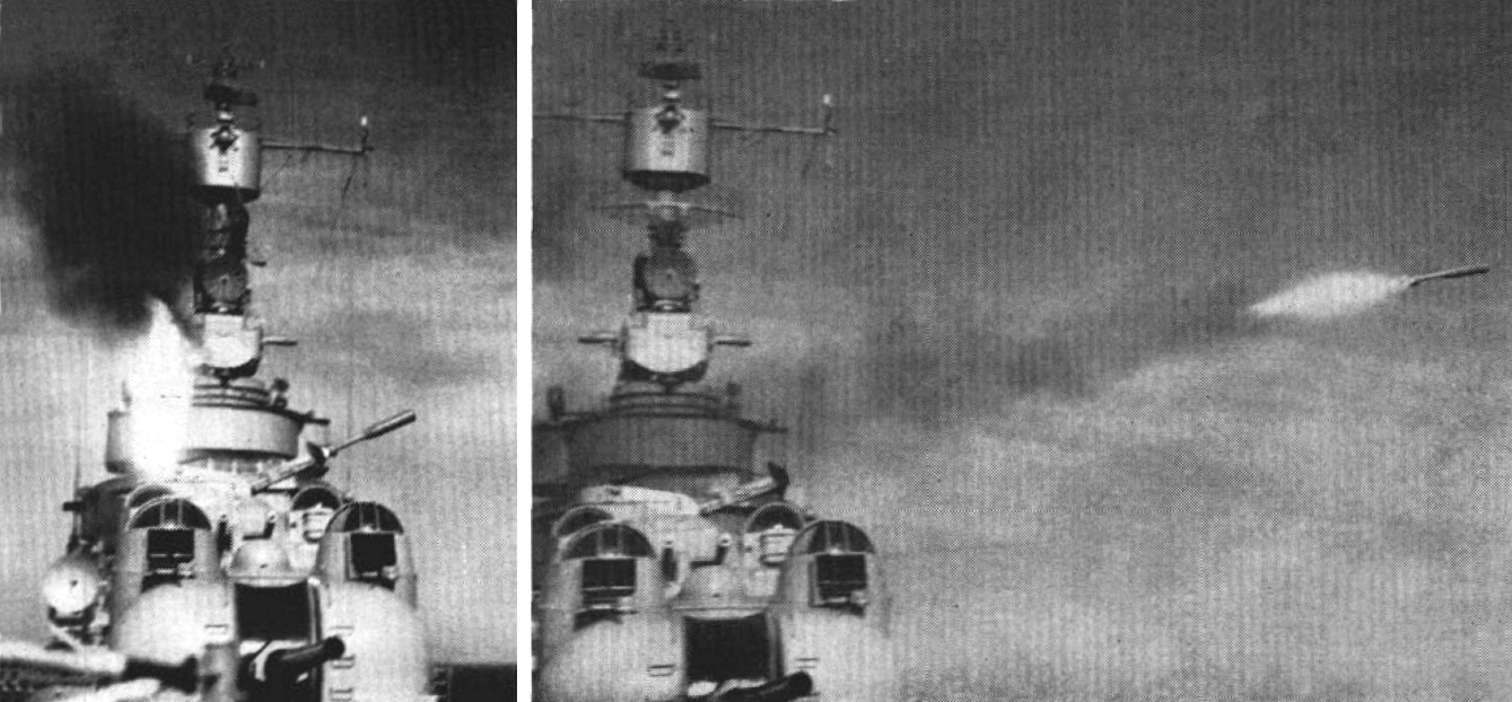
Lancement du RUR-4 depuis le USS Wilkinson (DL-5), 1956.